# 11e régiment de tirailleurs sénégalais
Pour les articles homonymes, voir 11e régiment.
Le 11e régiment de tirailleurs sénégalais (11e RTS) est un régiment des troupes coloniales françaises. Actif au début de l'entre-deux-guerres en Rhénanie puis en Syrie, il est recréé peu avant la Seconde Guerre mondiale, pendant laquelle il n'est pas engagé au combat.

## Création et différentes dénominations
- 1919 : Création du 11e régiment de tirailleurs sénégalais
- 1922 : Dissolution
- 1939 : Recréation du 11e régiment de tirailleurs sénégalais
- 1940 : Dissolution
- 1943 : Recréation du 11e régiment de tirailleurs sénégalais
- 1946 : Devient le 6e régiment de tirailleurs sénégalais

## Historique des garnisons, combats et batailles du11eRTS

### Entre-deux-guerres

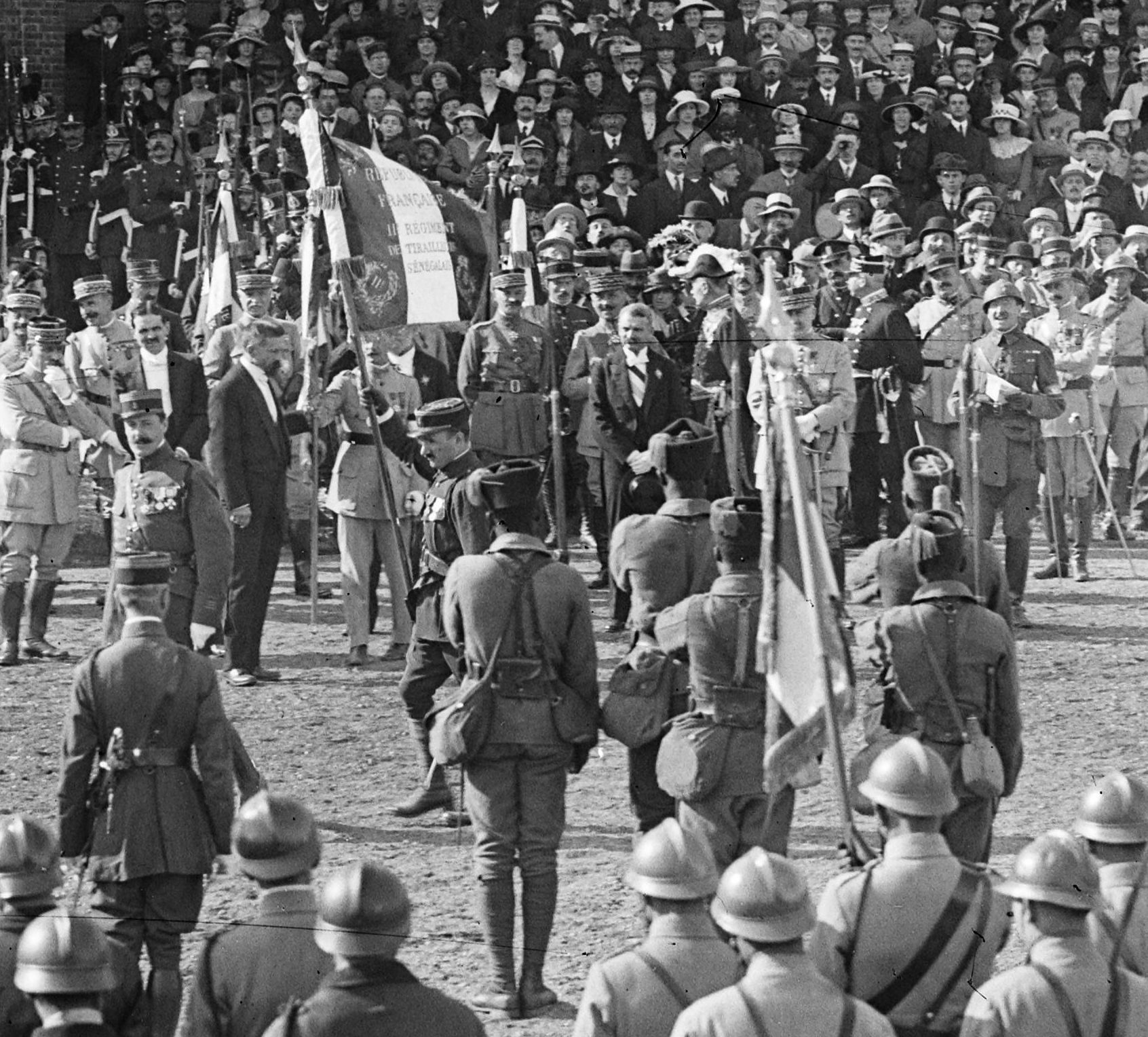
Le drapeau du 11e RTS et ses gardes (en chéchia) le 14 7 1920 à l'hippodrome de Vincennes.

Le régiment est créé le 1er mars 1919 à partir des 5e, 44e et 62e bataillons de tirailleurs sénégalais, considérés comme d'excellentes unités. Formé à l'Armée du Rhin, le régiment fait partie des cibles de la campagne raciste de la « Honte noire ».
En 1920, le régiment rejoint le Levant et combat dans les opérations de la guerre franco-syrienne, au sein d'une brigade sénégalaise formée avec le 10e RTS également venant du Rhin. Les deux régiments participent notamment à la bataille de Khan Mayssaloun le 24 juillet 1920.
Il est dissous le 8 décembre 1922.

### Seconde Guerre mondiale
Recréé le 1er juillet 1939 à Oran (Algérie), il est affecté après la mobilisation à la 181e division d'infanterie d'Afrique,. Non engagé au combat, il est dissous le 1er novembre 1940.
Le 11e RTS est recréé une dernière fois le 1er avril 1943, comme unité de souveraineté française en Algérie. Il est renommé 6e RTS le 1er juin 1946.

## Drapeau du régiment
Son drapeau ne porte aucune inscription.

## Devise
« Noblesse oblige »

## Insigne
Insigne conçu en 1939 : 

« Ancre de la Coloniale brochant sur un bracelet de pied d’indigène portant la carte du Maghreb le tout de bronze. Surbrochant l’ensemble, un coupe-coupe à poignée émaillée noir et lame d’argent. A la pointe de la lame l’inscription « 11 T » ; à gauche, au même niveau, la lettre « R » ; à droite la lettre « S ». »

## Personnalités ayant servi au sein du régiment
- Henri Muller (1900-1944), Compagnon de la Libération.